# Pseudoplatyura truncata
Pseudoplatyura truncata är en tvåvingeart som beskrevs av Tonnoir 1927. Pseudoplatyura truncata ingår i släktet Pseudoplatyura och familjen platthornsmyggor. Inga underarter finns listade i Catalogue of Life.